# Ерфурт
Ерфурт (глсрп. Jarobrod) град је у немачкој савезној држави Тирингија. Главни град је Тирингије, и производни центар са 196.500 становника.

## Историја
Ерфурт је први пут поменут 742. под именом Ерфесфурт(Erphesfurt). Био је важан трговачки центар током средњег века близу газа на реци Гери. 1392. је основан Ерфуртски универзитет који је био познат у своје доба, али се угасио 1816. Током 1664. Ерфурт је дошао под контролу Надбискупије Мајнц, а током 1802. постао је део Пруске. Ерфуртски конгрес је био сусрет Наполеона и руског цара Александра I Романова 1808. године, који су се договорили да Велику Британију позову да прекине рат против Француске, да признају власт Русије над Финском и да у случају рата са Аустријом Русија треба свим средствима и војском да помогне Француској. Мада окружен тирингијском територијом, град је остао у саставу Пруске до 1945. Након уједињења Немачке, Ерфурт је постао главни град поново успостављене савезне државе Тирингије.

## Знаменитости
Симбол Ерфурта је спој две цркве, католичка катедрала Мариендома (Mariendom) и такође католичка Зевери-црква (Severikirche), које стоје одмах једна поред друге.
Још једна знаменитост града је мост Кремер (Krämerbrücke) (у преводу пиљарски мост) преко реке Гере. Мост је покривен зградама и према томе насеље јен. Изграђен је 1325. са црквама на обе стране -једна од ових цркава још увек постоји.
Знаменитост Ерфурта је и Аугустински манастир (Augustinerkloster), древни манастир у ком је Мартин Лутер живео као калуђер од 1505. до 1511.
Ерфурт је родно место једног од рођака Јохана Себастијана Баха, Јохана Бернхарда Баха (1676—1749), као и социолога, Макса Вебера (1864—1920).
Студент Роберт Штајнхојзер је 26. априла 2002. убио 13 наставника, 2 студента, полицајца, и извршио самоубиство у гимназији Гутенберг. Види Ерфуртски масакр.
На ерфуртски аеродром се авионом може стићи преко Минхена.

## Географија
Град се налази на надморској висини од 195 m. Површина општине износи 269,1 km².

## Становништво
У самом граду је, према процјени из 2010. године, живјело 203.333 становника. Просјечна густина становништва износи 756 становника/km². Посједује регионалну шифру (AGS) 16051000.

## Партнерски градови
| Мјесто               | Држава    | Врста сарадње | Од    |
| -------------------- | --------- | ------------- | ----- |
| Сан Мигел де Тукуман | Аргентина | партнерство   | 1993. |
| Калиш                | Пољска    | партнерство   | 1984. |
| Вилњус               | Литванија | партнерство   | 1972. |
| Ђер                  | Мађарска  | партнерство   | 1971. |
| Лил                  | Француска | партнерство   | 1988. |
| Ловеч                | Бугарска  | партнерство   | 1971. |
| Хаифа                | Израел    | партнерство   | 2000. |
| Сјуџоу               | Кина      | партнерство   | 2005. |
| Шани                 | САД       | партнерство   | 1993. |
| Извор                |           |               |       |